# Денніс Пристлі

Денніс Пристлі (англ. Dennis Priestley, нар. 16 липня 1950)  — колишній англійський професійний гравець у дартс, дворазовий чемпіон світу з дартсу. Перший дартсмен який став чемпіоном світу BDO i PDC.

## Кар'єра в PDC
Перший чемпіон світу з дартсу за версією PDC (1994). 